# 苯並［e］芘
苯并[e]芘，又稱1,2苯并芘，是苯与芘稠合而成的一类多環芳香烃，化學式为C20H12。在国际癌症研究机构（IARC）的分類中分類為第3類，不確定對人體是否致癌作用的物質。
苯并[e]芘是五環的多環芳香烃。是苯并芘的一種，是苯并[a]芘的同分異構物。